# Mistrzostwa Świata w Siatkówce Plażowej 2015
Mistrzostwa Świata w Siatkówce Plażowej 2015 – 10. w historii mistrzostwa świata w siatkówce plażowej, które odbywały się w dniach od 25 czerwca do 5 lipca 2015 roku w 4 holenderskich miastach: Hadze, Amsterdamie, Apeldoorn i Rotterdamie.

## Medaliści
| Konkurencja           | Złoto                                           | Srebro                                               | Brąz                                                                 |
| Kobiety (szczegóły)   | Brazylia · Agatha Bednarczuk – Barbara Seixas   | Brazylia · Taiana Lima – Fernanda Alves              | Brazylia · Juliana Felisberta – Maria Antonelli                      |
| Mężczyźni (szczegóły) | Brazylia · Alison Cerutti – Bruno Oscar Schmidt | Holandia · Reinder Nummerdor – Christiaan Varenhorst | Brazylia · Pedro Solberg Salgado – Evandro Gonçalves Oliveira Júnior |